# Happiness Ahead
Happiness Ahead is een Amerikaanse filmkomedie uit 1934 onder regie van Mervyn LeRoy. De film werd destijds in Nederland uitgebracht onder de titel De vlucht naar het geluk.

## Verhaal
Het verveelde rijkeluismeisje Joan Bradford vlucht op oudejaarsavond weg van haar landgoed. Ze komt terecht in een nachtclub en ontmoet er de arbeider Bob Lane. Ze doet zich voor als een arm meisje en er ontstaat een romance tussen hen. Bob wil graag een eigen zaak beginnen en Joan helpt hem stiekem daarbij. Wanneer hij echter ontdekt wie ze echt is, wordt hij kwaad.

## Rolverdeling
| Acteur               | Personage        |
| -------------------- | ---------------- |
| Dick Powell          | Bob Lane         |
| Josephine Hutchinson | Joan Bradford    |
| John Halliday        | Henry Bradford   |
| Frank McHugh         | Tom              |
| Allen Jenkins        | Chuck            |
| Ruth Donnelly        | Anna             |
| Dorothy Dare         | Josie            |
| Marjorie Gateson     | Mevrouw Bradford |
| Gavin Gordon         | Travis           |
| Russell Hicks        | Jim Meehan       |
| Mary Forbes          | Mevrouw Travis   |